# Dan Shomron
Dan Shomron (jiddisül: דן שומרון) (Kibbutz Ashdot Yaakov, 1937. augusztus 5. – Tel-Aviv, 2008. február 26.) volt izraeli katonai vezető, aki az emlékezetes túszmentő akciót vezette 1976-ban, az ugandai Entebbe repülőterén.

## Élete

### Pályája korai szakasza
A brit mandátum alatt lévő Észak-Palesztinában született 1937. augusztus 5-én, közel a Kineret-tóhez. 18 évesen – mint ejtőernyős – bevonul katonai szolgálatra, és kis idővel később  már  a sínai hadjáratban harcol (1956-ban). Három évvel később leszerel, de 1962-ben újra belép a hadseregbe. A hatnapos háborúban (1967) egy – az egyiptomi határ közelében állomásozó – felderítőegység parancsnokaként vett részt, 1973-ban – a Jom kippuri háború alatt – már a 401 harckocsi dandár parancsnoka. A következő esztendőben előléptették dandártábornokká, és kinevezték a szárazföldi erők lövész és ejtőernyős egységeinek parancsnokává.

### Az entebbei túszmentés
1976. június 27-én két német és két palesztin terrorista eltérítette az Air France AF139-es Tel-Avivból Párizsba tartó járatát, fedélzetén 246 utassal és 12 főnyi személyzettel. A gép másnap landol Uganda nemzetközi repterén, ahol a leszállást követően újabb három terrorista csatlakozott az eredeti négyhez. Az izraeli kabinet haladéktalanul készültségbe helyezte a „Sayeret Mat’kal” nevű különítményt. A túszmentő akció kidolgozásának felelős parancsnoka  Shomron dandártábornok lett. Július 4-én izraeli katonák kiszabadítják a túszokat.

### Katonai vezető
Shomron 1978 és 1983 között a dél-izraeli körzet parancsnokaként felügyelte az izraeli kivonulást a Sínai-félszigetről, amelyre az Egyiptommal kötött 1979-es békeszerződés értelmében került sor. 1987 és 1991 között az ország 13. vezérkari főnöke volt, azokban az években, amikor a palesztinok első felkelésüket (intifádát) indítottak az izraeli fennhatóság ellen, Irak pedig Scud rakétákkal lőtte Izraelt. Miután 1991-ben nyugállományba vonul, az állami tulajdonban lévő „Israel Military Industries Ltd.” fegyvergyártó cég elnöke lett. Négy évvel később pártot alapít, de hamar kiábrándul a politizálásból. 70 éves korában halt meg – szélütés következtében – egy tel-avivi kórházban.